# ミラン・プロコップ
ミラン・プロコップ（チェコ語: Milan Prokop、2003年2月12日 - ）は、チェコ出身の野球選手（内野手）。右投右打。

## 経歴
2014年にリトルリーグ・ベースボール・ワールドシリーズにおいて、ヨーロッパ・アフリカ地区代表のブルノの選手として出場した。
2020年にチェコ・エクストラリーガのトシェビーチ・ニュークリアズに入団。
2021年よりドラッツィ・ブルノに移籍。
2023年はリーグ3位タイの7本塁打を記録した。
2024年1月29日にベースボール・チャレンジ・リーグ（ルートインBCリーグ）の神奈川フューチャードリームスへ入団。背番号は56。日本球界に初めて入団したチェコ出身選手であるヤクブ・スラデックを当時石川ミリオンスターズでスカウトした植山武瑠が、神奈川のフロントスタッフを務めていた縁で、獲得に至ったという。1シーズンプレーし、シーズン終了後の10月17日に自由契約での退団が発表された。

## 代表経歴
2021年に第8回U-18ヨーロッパ野球選手権大会のチェコ代表に選出された。第3回U-23ヨーロッパ野球選手権大会にチェコ代表にも選出された。
2022年の第5回ワールド・ベースボール・クラシック（WBC）予選のチェコ代表に選出され、初めて年齢制限なしのトップ代表入りを果たした。同大会では1試合に出場した。
2023年3月に開催された第5回WBC本大会で予選に引き続きチェコ代表に選出された。東京で開催された1次ラウンドB組の2試合に代打として出場した。8月には第4回U-23ヨーロッパ野球選手権大会のチェコ代表に選出された。

## 選手としての特徴
逆方向への強い打球と、脚力が持ち味。

## 詳細情報

### 独立リーグでの打撃成績
出典はリーグウェブサイト。
| 年 度     | 球 団     | 試 合 | 打 席 | 打 数 | 得 点 | 安 打 | 二 塁 打 | 三 塁 打 | 本 塁 打 | 塁 打 | 打 点 | 盗 塁 | 盗 塁 死 | 犠 打 | 犠 飛 | 四 球 | 敬 遠 | 死 球 | 三 振 | 併 殺 打 | 打 率 | 出 塁 率 | 長 打 率 | O P S |
| --------- | --------- | ----- | ----- | ----- | ----- | ----- | -------- | -------- | -------- | ----- | ----- | ----- | -------- | ----- | ----- | ----- | ----- | ----- | ----- | -------- | ----- | -------- | -------- | ----- |
| 2024      | 神奈川    | 9     | 15    | 15    | 0     | 1     | 0        | 0        | 0        | 1     | 1     | 0     | 0        | 0     | 0     | 0     | -     | 0     | 7     | 0        | .067  | .067     | .067     | .133  |
| 通算：1年 | 通算：1年 | 9     | 15    | 15    | 0     | 1     | 0        | 0        | 0        | 1     | 1     | 0     | 0        | 0     | 0     | 0     | -     | 0     | 7     | 0        | .067  | .067     | .067     | .133  |

- 2024年シーズン終了時点。

### 背番号
- 56（2024年）